# Лонгин (Чернуха)
Архимандрит Лонгин (в миру Виталий Григорьевич Чернуха; 5 ноября 1972 — 7 августа 2013) — архимандрит Русской православной церкви. Публицист, киносценарист. Член Союза кинематографистов Украины.
С 2007 по 2013 годы был главным редактором официального печатного издания Украинской Православной Церкви «Церковная православная газета».

## Биография
Родился 5 ноября 1972 года в Уссурийске Приморского края в семье майора Григория Михайловича Чернухи и учительницы Людмилы Петровны.
В 1987 году, по окончании средней школы № 3 города Ровно, поступил в Дубновское педагогическое училище, которое окончил в 1991 году со специальностью учитель младших классов. С 1991 по 1992 года работал по специальности в средней школе № 27 города Ровно.
В 1992 году по благословению архиепископа Ровенского и Острожского Иринея (Середнего) поступил в Киевскую духовную семинарию, которую окончил в 1995 году и поступил в Киевскую духовную академию, которую окончил в 1999 году с квалификацией бакалавр богословия.
С 1996 года по 2001 год работал в редакции «Церковной газеты» и газеты «Православный вестник».
В 2001 году поступил в Киево-Печерскую лавру. 13 апреля того же года пострижен наместником Лавры митрополитом Вышгородским и Чернобыльским Павлом в рясофор с именем Лонгин в честь мученика Лонгина Сотника. 17 апреля того же года рукоположён тем же архиереем в сан иеродиакона.
С 2001 по 2007 год нёс в Лавре послушание типографа, курировал работу лаврского издательства, сайта, фотостудии, работал в лаврской студии документальных фильмов.
3 апреля 2003 года пострижен в мантию с тем же именем, но в честь преподобного Лонгина Печерского.
27 августа 2003 года рукоположён в сан иеромонаха.
С 2007 по 2008 годы возглавлял Синодальный отдел «Миссия духовного просвещения».
С 2007 года стал главным редактором официального печатного издания Украинской православной церкви (УПЦ) «Церковная православная газета», а также редактором «Православного календаря» и «Богослужебных указаний».
С 2008 года стал заместителем председателя информационно-просветительского отдела УПЦ.
В ноябре 2008 года на III фестивале «Вера и слово» награждён медалью «1020-летие Крещения Руси» I степени.
В 2013 году стал председателем Календарной комиссии УПЦ.
Соавтор программы, учебников и методических указаний курса «Христианская этика в украинской культуре» для 1—4-го классов общеобразовательных школ и детского сада (пятилетки).
Написал множество статей, опубликованных в церковных газетах, журналах и интернет-изданиях.
7 августа 2013 год автомобиль, за рулём которого находился архимандрит Лонгин, на большой скорости перевернулся, водитель скончался на месте. 9 августа в трапезном храме преподобных Антония и Феодосия Свято-Успенской Киево-Печерской лавры после Божественной литургии наместник монастыря митрополит Вышгородский и Чернобыльский Павел совершил чин отпевания архимандрита Лонгина.